# Jana Soukupová
Jana Soukupová je zakladatelka a CEO organizace Youth, Speak Up! a ředitelka kabinetu ministryně pro vědu, výzkum a inovace Heleny Langšádlové.

## Kariéra
Vystudovala politologii na Vysoké škole ekonomické v Praze. Politika byla jejím koníčkem už od střední školy
Za své úsilí získala iniciativa Youth, Speak Up! na podzim 2020 cenu Gratias Tibi pro mladé dobrovolníky. Tato iniciativa se snaží přiblížit politiku mladým lidem. 